# چارلز جروت
چارلز جروت (انگلیسی: Charles Jarrott؛ ۱۶ ژوئن ۱۹۲۷ – ۴ مارس ۲۰۱۱) کارگردان، هنرپیشه و فیلم‌نامه‌نویس اهل بریتانیا بود. وی بین سال‌های ۱۹۵۴ تا ۲۰۰۲ میلادی فعالیت می‌کرد.
او در سال ۱۹۶۹ میلادی موفق به دریافت جایزه گلدن گلوب بهترین کارگردانی شد.

## گزیده فیلم‌ها
- یک هزار روز از آن (۱۹۶۹)
- ماری، ملکه اسکاتلند (۱۹۷۱)
- افق گمشده (۱۹۷۳)
- فرار از تاریکی (۱۹۷۶)
- کاندورمن (۱۹۸۱)
- پسر آبی پوش (۱۹۸۶)
- چرخش ایمان (۲۰۰۱)